# Geelnekbuulbuul
De geelnekbuulbuul (Chlorocichla falkensteini) is een zangvogel uit de familie Pycnonotidae (buulbuuls). Deze vogel is genoemd naar zijn ontdekker, de Duitser Julius Falkenstein (1842-1917) die als arts en natuuronderzoeker deelnam aan een expeditie in Afrika.

## Verspreiding en leefgebied
Deze soort komt voor in westelijk-centraal Afrika.

## Status
De grootte van de populatie is niet gekwantificeerd maar de soort wordt omschreven als zeldzaam tot plaatselijk algemeen. Op de Rode lijst van de IUCN heeft deze soort de status niet bedreigd.